# Józef Klose
Józef Klose (Sławięcice, 1947. október 3. –) lengyel labdarúgó. Miroslav Klose édesapja.
Szülővárosában az Energetyk Sławięcice csapatában kezdett futballozni, felnőtt pályafutása is itt indult. 1966-tól az élvonalbeli Odra Opole csatára volt. 1978 novemberében igazolt a francia másodosztályban szereplő AJ Auxerre csapatához, mellyel 1980-ban feljutott az élvonalba. Még 14 élvonalbeli meccsen játszott, majd 1981 és 1984 között a negyedosztályú Football Club Chalonnais csapatában fejezte be pályafutását.
Felesége a lengyel válogatott kézilabdázó Barbara Jeż, aki 82 mérkőzésen volt a nemzeti csapat kapusa. Fia, Miroslav néhány hónapos volt, amikor elhagyták Lengyelországot, és nyugatról végül már nem is tértek haza. A franciaországi légióskodás után Németországba költöztek. Mivel a Klose család sziléziai német származású, viszonylag hamar megkapták a német állampolgárságot. 1985-től Kuselben telepedtek le.